# Angst (Roman)
Angst (Originaltitel: The Fear Index) ist ein 2011 erschienener Roman des britischen Schriftstellers Robert Harris. Es geht um eine künstliche Intelligenz, die das Geschehen auf dem Finanzmarkt beeinflusst.

## Handlung
Alexander Hoffmann ist Physiker und arbeitete zunächst beim amerikanischen Teilchenbeschleuniger-Projekt. Nach seiner Kündigung fing er beim CERN an, wo er einen Algorithmus entwickelte, der sehr große Datenmengen analysieren konnte. Nachdem dieser allerdings im CERN unkontrollierbar wurde, wurde Alex gekündigt. Mit seinem Geschäftspartner Hugo Quarry gründet er acht Jahre vor der Handlung einen Hedgefonds. Dessen Einlagen werden von dem Algorithmus, genannt VIXAL-4, nach dem CBOE Volatility Index (VIX) investiert.
Am 6. Mai 2010 wird in seine gut gesicherte Privatwohnung eingebrochen und er bewusstlos geschlagen. Seltsamerweise war die Alarmanlage ausgeschaltet. Tags zuvor hatte er ein antiquarisches Buch erhalten, das angeblich von ihm bestellt worden war. Am nächsten Tag wettet der Algorithmus gegen eine Fluggesellschaft, deren Flugzeug Stunden später zusammen mit dem Kurs der Aktie abstürzt und zu einem hohen Gewinn führt.
Am selben Tag besuchen Investoren das Unternehmen und Alex eine Vernissage mit Gemälden seiner Frau. Hierbei stellt sich heraus, dass ein unbekannter Käufer bereits alle Werke gekauft hat. Mit Hilfe des Polizisten Leclerc findet Alex heraus, dass die Kunstwerke wiederum ohne sein Wissen von ihm gekauft wurden. Zurück beim Investorentreffen sieht Alex den Einbrecher vorbeilaufen, verliert ihn aber aus den Augen. Per Mail bekommt er eine Zimmernummer in einem Hotel geschickt, indem er den Einbrecher trifft. Dieser gesteht nach einem Kampf, von Alex engagiert worden zu sein. Im Gerangel tötet Alex den Einbrecher.
An der New York Stock Exchange kommt es zu einem Softwarefehler, der Angstindex steigt und VIXAL löst den Hedge auf. Daraufhin kommt es zu einem Risikotreffen im Unternehmen, bei dem der Risikomanager Rajamani gefeuert wird. Auch stellt sich heraus, dass VIXAL den Short auf die Fluggesellschaft tätigte, als die Terroristen drei Stunden vorher ihren Anschlag ankündigten. Das Programm scheint reagiert zu haben.
Zurück im Büro stellt Alex fest, dass alle Räume mit Kameras überwacht werden und dass wiederum er den Auftrag dazu gegeben haben soll. Auch hat er angeblich eine Lagerhalle in einem Industriegebiet gekauft. Alex kann das System nicht mehr stoppen und schaltet dem System den Strom ab, doch VIXAL handelt weiter. Daraufhin kauft er Benzin und setzt die Lagerhalle in Brand. Am nächsten Tag stellt sich heraus, dass der Hedgefonds im Flash Crash am vergangenen Tag vier Milliarden Dollar Gewinn gemacht hat, was allerdings in der Aufregung unentdeckt bleibt.

## Rezeption
Hubert Spiegel schreibt, dass Angst „ein routiniert gebauter Thriller [ist], der Einblicke in die Finanzwelt erlaubt, die über weite Strecken beklemmend realistisch erscheinen.“
Nach Andreas Heimann ist „das jüngste Werk spannend wie gewohnt und diesmal auch noch ausgesprochen aktuell.“

## Adaption
Der Roman wurde mit Josh Hartnett in der Hauptrolle als dem englischen Titel gleichnamige Miniserie verfilmt, die 2022 bei Sky Atlantic erschien.

## Ausgaben auf Deutsch
- Robert Harris: Angst. Übersetzt von Wolfgang Müller, Hardcover, Heyne Verlag, München 2011, ISBN 978-3453267046.
- Robert Harris: Angst. Übersetzt von Wolfgang Müller, Taschenbuch, Heyne Verlag, München 2013, ISBN 978-3453437135.